# Capnobotrys pacifica
Capnobotrys pacifica är en svampart som beskrevs av S. Hughes 1981. Capnobotrys pacifica ingår i släktet Capnobotrys och familjen Metacapnodiaceae.   Inga underarter finns listade i Catalogue of Life.